# Stagmatoptera abdominalis
Stagmatoptera abdominalis är en bönsyrseart som beskrevs av Olivier 1792. Stagmatoptera abdominalis ingår i släktet Stagmatoptera och familjen Mantidae. Inga underarter finns listade i Catalogue of Life.